# Tercera División 1931-1932 (Spagna)
Il campionato di Tercera División 1931-1932 fu il 3º campionato avente questa dicitura ed era il terzo livello del campionato spagnolo. Composto da 26 squadre divise in 4 gruppi e 2 sub-gruppi zonali. Le prime dei gruppi 1 e 2 si qualificavano direttamente per le semifinali le prime dei gruppi 3 e 4 affrontavano le prime dei rispettivi sub-gruppi per qualificarsi alle semifinali. Poi si decideva la promozione in una Finale. Vide la vittoria finale dell'Osasuna di Pamplona con relativa promozione in Segunda División 1932-33.

## Gruppo 1
Classifica
|  | Pos. | Squadra         | Pt | G | V | N | P | GF | GS | DR |
|  | ---- | --------------- | -- | - | - | - | - | -- | -- | -- |
|  | 1.   | Racing Ferrol   | 9  | 6 | 4 | 1 | 1 | 16 | 8  | +8 |
|  | 2.   | Eiriña          | 7  | 6 | 3 | 1 | 2 | 9  | 11 | -2 |
|  | 3.   | Stadium Avilés  | 4  | 6 | 1 | 2 | 3 | 10 | 12 | -2 |
|  | 4.   | Real Valladolid | 4  | 6 | 2 | 0 | 4 | 8  | 12 | -4 |

Verdetto
- Qualificato alle Semifinali: Racing Ferrol

## Gruppo 2
Classifica
|  | Pos. | Squadra         | Pt | G | V | N | P | GF | GS | DR  |
|  | ---- | --------------- | -- | - | - | - | - | -- | -- | --- |
|  | 1.   | Osasuna         | 14 | 8 | 6 | 2 | 0 | 20 | 5  | +15 |
|  | 2.   | Barakaldo       | 10 | 8 | 4 | 2 | 2 | 16 | 11 | +5  |
|  | 3.   | Erandio         | 7  | 8 | 2 | 3 | 3 | 18 | 11 | +7  |
|  | 4.   | Logroño         | 6  | 8 | 2 | 2 | 4 | 8  | 13 | -5  |
|  | 5.   | Atletico Aurora | 3  | 8 | 1 | 1 | 6 | 7  | 33 | -16 |

Verdetto
- Qualificato alle Semifinali: Osasuna

## Gruppo 3 A
Classifica
|  | Pos. | Squadra   | Pt | G  | V | N | P | GF | GS | DR  |
|  | ---- | --------- | -- | -- | - | - | - | -- | -- | --- |
|  | 1.   | Sabadell  | 13 | 10 | 6 | 1 | 3 | 22 | 12 | +10 |
|  | 2.   | Badalona  | 11 | 10 | 4 | 3 | 3 | 18 | 16 | +2  |
|  | 3.   | Martinenc | 11 | 10 | 4 | 3 | 3 | 21 | 19 | +2  |
|  | 4.   | Maiorca   | 10 | 10 | 4 | 2 | 4 | 13 | 16 | -3  |
|  | 5.   | Iberia    | 8  | 10 | 3 | 2 | 5 | 9  | 16 | -7  |
|  | 6.   | Júpiter   | 7  | 10 | 3 | 1 | 6 | 12 | 16 | -4  |

## Gruppo 3 B
Classifica
|  | Pos. | Squadra             | Pt | G | V | N | P | GF | GS | DR  |
|  | ---- | ------------------- | -- | - | - | - | - | -- | -- | --- |
|  | 1.   | Levante             | 6  | 4 | 3 | 0 | 1 | 20 | 5  | +15 |
|  | 2.   | Atlético Saguntino  | 4  | 4 | 2 | 0 | 2 | 5  | 14 | -9  |
|  | 3.   | Gimnastica Valencia | 2  | 4 | 1 | 0 | 3 | 4  | 10 | -6  |

Finale Gruppo 3
- Levante FC - CD Sabadell 1-1 e 0-4

Verdetto
- Qualificato alle Semifinali: Sabatell

## Gruppo 4 A
Classifica
|  | Pos. | Squadra      | Pt | G | V | N | P | GF | GS | DR  |
|  | ---- | ------------ | -- | - | - | - | - | -- | -- | --- |
|  | 1.   | Hércules     | 11 | 8 | 5 | 1 | 2 | 22 | 10 | +12 |
|  | 2.   | FC Cartagena | 10 | 8 | 5 | 0 | 3 | 24 | 16 | +8  |
|  | 3.   | Imperial FC  | 8  | 8 | 4 | 0 | 4 | 12 | 18 | -6  |
|  | 4.   | Alicante     | 8  | 8 | 4 | 0 | 4 | 12 | 21 | -9  |
|  | 5.   | Elche        | 3  | 8 | 1 | 1 | 6 | 10 | 15 | -5  |

## Gruppo 4 B
Classifica
|  | Pos. | Squadra     | Pt | G | V | N | P | GF | GS | DR |
|  | ---- | ----------- | -- | - | - | - | - | -- | -- | -- |
|  | 1.   | CD National | 5  | 4 | 2 | 1 | 1 | 6  | 4  | +2 |
|  | 2.   | Córdoba     | 5  | 4 | 2 | 1 | 1 | 6  | 4  | +2 |
|  | 3.   | Malagueño   | 2  | 4 | 0 | 2 | 2 | 2  | 6  | -4 |

Spareggio Gruppo 3 B
- CD Nacional - Cordoba FC 2-1

Finale Gruppo 4
- CD Hercules - CD Nacional 1-1 e 2-5

Verdetto
- Qualificato alle Semifinali: CD National

## Playoff
|               | Semifinali |               | Luogo e data     |  |
| ------------- | ---------- | ------------- | ---------------- |  |
| Osasuna       | 1 - 2      | Sabadell      | Pamplona, ? 1932 |  |
| CD National   | 4 - 2      | Racing Ferrol | Madrid, ? 1932   |  |
| Sabadell      | 0 - 3      | Osasuna       | Sabadell, ? 1932 |  |
| Racing Ferrol | 1 - 3      | CD National   | Ferrol, ? 1932   |  |
|               | Finale     |               | Luogo e data     |  |
| Osasuna       | 3 - 0      | CD National   | Pamplona, ? 1932 |  |
| CD National   | 0 - 1      | Osasuna       | Madrid, ? 1932   |  |

Verdetto
- Deportivo Osasuna promosso in Segunda División 1932-33